# Alexander Kirchner (operasångare)
Alexander Kirchner, född 1876 i Wien, död 1948, var en österrikisk operasångare (lyrisk tenor).

## Biografi
Kirchener, som var elev till Adolf Robinson, var 1909-10 anställd vid hovoperan i Wien, 1910-12 vid Kungliga teatern i Stockholm, 1912 vid Charlottenburgoperan i Berlin och 1913-35 vid hovperan i Berlin.
Eugène Fahlstedt skriver i Nordisk familjebok: "Hans angenäma lyriska tenor, äfven mäktig af kraftutveckling, i förening med musikalisk intelligens och välberäknadt spel gjorde god verkan i sådana roller som de af honom här utförda Romeo, Faust (Gounods), Lohengrin, Manrico, José, Canio, Rodolphe och Cavaradossi."

## Diskografi
- Wagner in Stockholm : recordings 1899-1970. Bluebell CD02-2698--2701. 2002. - Innehåll: 13. Mein lieber Schwan (Ur: Lohengrin)